# Maclura
Maclura Nutt., 1818 è un genere di piante angiosperme eudicotiledoni della famiglia delle Moracee.

## Descrizione
Il genere è dioico, con fiori maschili e femminili portati su piante diverse.

## Distribuzione e habitat
Il genere, originato in Sud America durante il Paleogene, è attualmente diffuso in America, Africa, Asia e Oceania. 

## Tassonomia
Il genere comprende le seguenti specie:
- Maclura africana (Bureau) Corner
- Maclura andamanica (King ex Hook.f.) C.C.Berg
- Maclura brasiliensis (Mart.) Endl.
- Maclura cochinchinensis (Lour.) Corner
- Maclura fruticosa (Roxb.) Corner
- Maclura mollis (Fernald) Carvajal
- Maclura pomifera (Raf.) C.K.Schneid.
- Maclura spinosa (Willd.) C.C.Berg
- Maclura tinctoria (L.) D.Don ex G.Don
- Maclura tricuspidata Carrière